# Fernando Nunes Ribeiro
Fernando Gerardo de Almeida Nunes Ribeiro, mais conhecido apenas como Fernando Nunes Ribeiro (n. Beja, 1 de Janeiro de 1923), foi um arqueólogo, veterinário e político português. Foi presidente da Câmara Municipal de Beja, e Governador Civil do Distrito de Beja entre 1972 e 1974.

## Biografia
Nasceu em 1 de Janeiro de 1923, na cidade de Beja. Concluiu uma licenciatura em medicina veterinária.
Ficou conhecido principalmente pelos seus trabalhos como arqueólogo amador, tendo sido responsável pelos primeiros trabalhos na importante Villa romana de Pisões, no concelho de Beja, na década de 1960. Descreveu o processo de descoberta e escavação das ruínas no livro Villa Romana de Pisões, publicado em 1972, que foi considerado pelo arqueólogo André Carneiro como «um dos melhores elementos que temos para conhecer o sítio». Por exemplo, relatou a descoberta das ruínas: «Ao proceder a trabalhos de lavoura estival profunda deparou com algo que se opunha firmemente ao avanço normal da charrua. Utilizando potente tractor, com pá frontal e subsolador, pôs à luz do dia, não as rochas que supunha mas três enormes pesos de lagar com a sua tradicional forma tronco-cónica e os entalhes respectivos», e registou a forma como o proprietário dos terrenos alertou as autoridades: «Tendo o Sr. José Fernandes tido a gentileza de nos comunicar o achado, ali nos deslocámos e na impossibilidade de realizar a investigação que o caso requeria, pedimos que conservasse todas as pedras que mostrassem trabalho humano e o tractor retirasse».
Também foi um dos principais investigadores da Idade do Bronze na área de Beja, tendo sido considerado pelo arqueólogo Miguel Serra como uma das principais figuras durante a terceira fase do estudo daquela época na região, entre as décadas de 1930 e 1960, em conjunto com Abel Viana. Em 1987 doou um importante conjunto de peças arqueológicas à cidade de Beja, que constituiu uma colecção com o seu nome, no Museu Regional. Este acervo representa mais de quatro décadas de investigação, sendo considerado como uma das mais importantes colecções de arqueologia, e um destacado testemunho da ocupação humana no Alentejo.
Foi igualmente veterinário e proprietário agrícola. Grande parte da sua carreira associativa e administrativa foi passada na cidade de Beja, onde presidiu à direcção da Associação Humanitárias dos Bombeiros Voluntários, foi secretário da Mesa da Santa Casa da Misericórdia, presidente do conselho geral e da direcção do Grémio da Lavoura, presidente da direcção da Cooperativa Agrícola dos Olivicultores de Beja, vogal do Conselho da Junta Nacional do Azeite, e delegado da Junta Nacional de Educação nos concelhos de Alvito, Beja, Ferreira do Alentejo, Mértola e Vidigueira. Foi igualmente vice-presidente da Federação dos Grémios da Lavoura do Baixo Alentejo, tendo desta forma integrado a Câmara Corporativa, por parte das entidades patronais, tendo participado nas IX e X legislaturas. Na Câmara Municipal de Beja, exerceu como vereador, vogal do Conselho Municipal, e presidente da Câmara Municipal de Beja, tendo sido durante o seu mandato que foi inaugurado o Albergue Distrital de Mendicidade em Beja, em 1969. Ocupou também o posto de Governador Civil do Distrito de Beja, tendo tomado posse em 25 de Novembro de 1972. Na sequência da Revolução de 25 de Abril de 1974, foi substituído naquele cargo por Adriano Gonçalves da Cunha, tendo a cerimónia da transferência dos poderes sido feita ainda no mês de Abril, na sede do Governo Civil, com a presença de todos os presidentes das câmaras municipais do distrito.